# Melanatria fluminea
Melanatria fluminea é uma espécie de gastrópode  da família Thiaridae
É endémica de Madagáscar.